# قصر زناكة
قصر زناكة هو قصرٌ (قريةٌ محصنة) في المغرب، يقعُ في منطقة فكيك.